# Troglohyphantes orpheus
Troglohyphantes orpheus är en spindelart som först beskrevs av Simon 1884.  Troglohyphantes orpheus ingår i släktet Troglohyphantes och familjen täckvävarspindlar.
Artens utbredningsområde är Frankrike. Inga underarter finns listade i Catalogue of Life.